# حسین حلی
حسین حلی ( ۱۲۷۰ _ ۱۳۵۳) از فقهای  به نام شیعه بود، که علیرغم منزلت بالای فقهی و اصولی، از عهده‌داری مرجعیت دوری گزیده بود.

## زندگی‌نامه
حسین حلی در سال ۱۲۷۰ هجری شمسی در نجف به دنیا آمد. وی اهل عیفار (منطقه‌ای در عراق، در نزدیکی حله) و از طایفه طفیل بود. پدرش، علی بن حسین حلی (متوفی ۱۳۴۴ هجری قمری) عالمی پرهیزکار بود که در جوانی حله را ترک کرده، در نجف سکونت گزید. حسن حلی برادر شاعر و فاضل وی در جوانی بر اثر بیماری درگذشت.
حسین حلی از کودکی به تحصیل علوم حوزوی روی آورد و پس از طی دوره مقدمات، به تحصیل در دوره سطوح عالی مشغول شد. از استادان اون می‌توان به مراجع بزرگ میرزا محمدحسین نائینی، سید ابوالحسن اصفهانی و آقا ضیاءالدین عراقی اشاره کرد. او از شاگردان برجسته و نزدیک به میرزا محمدحسین نائینی بود که مدتی طولانی در جلسات درس وی حضور داشت.
وی فردی دقیق، مسلط بر مبانی فقهی و اصولی گوناگون و خوش‌بیان بود و بسیار عمیق و محققانه و به شکل دسته‌بندی شده و منظم تدریس می‌کرد. او را پرهیزکار، خوش‌خلق و متواضع توصیف کرده و گفته‌اند که از ریاست و زعامت دوری می‌جست. از شاگردان مطرح وی می‌توان به سید علی سیستانی، سید تقی طباطبایی قمی، سید محمدسعید حکیم، قربان‌علی محقق کابلی، محمدآصف محسنی و مسلم ملکوتی اشاره کرد.
شماری از شاگردان وی تقریرات درس‌های فقه و اصول او را تنظیم کرده‌اند، که مهمترین آن‌ها کتاب «دلیل عروة الوثقی» از حسن سعید طهرانی و کتاب «بحوث فقهیه» از سید عزالدین بحرالعلوم است.

## تالیفات
وی تالیفات متعددی بر جای گذاشته است که عمدتاً به زبان عربی نوشته شده‌است. در زیر عناوین تعدادی از تالیفات وی آمده‌است:
| - الاجتهاد والتقلید - شرح عروةالوثقی (الطهاره) - شرح عروةالوثقی (الاجاره) - شرح المکاسب / شروطالعوضین - شرح المکاسب / المعاطاة - صلاة المسافر (بحث میرزای نائینی) - قاعدة لاتعاد (بحث نائینی) - قاعدة لاضرر | - کتاب الصلاة (بحث نائینی) - تقریرات خارج الاصول (بحث سید اصفهانی در شرح کفایةالاصول) - تقریرات خارج‌الاصول (بحث میرزای نائینی) - حاشیه علی اجود التقریرات (سید ابوالقاسم خویی) - حاشیه علی‌الفوائد الاصولیه (شیخ محمدعلی کاظمی) - تقریرات خارج اصول (بحث محقق عراقی) - رسالة فی تعریف علم‌الاصول - مباحث اصولیه متفرقه |

## شاگردان
برخی از شاگردان مطرح وی در حوزه‌های علمیه به شرح زیر هستند.
| - سید علی سیستانی - سید تقی طباطبایی قمی - نصرالله شاه آبادی - سید محمدسعید حکیم - قربان‌علی محقق کابلی - محمدآصف محسنی - مسلم ملکوتی - عباس محفوظی | - محمدمهدی موسوی بجنوردی - محمد مفتی‌الشیعه - سید رضی شیرازی - سید محمدمهدی موسوی خلخالی - سید محمدحسین حسینی طهرانی - عباس مدرسی یزدی | - فخرالدین موسوی ننه‌کرانی - محمدباقر محمودی - محمدعلی العمری - عبدالجلیل جلیلی کرمانشاهی - محمدمهدی آصفی - موسی زین العابدینی مرندی - جلال‌الدین فقیه ایمانی - حسن سعید طهرانی - سید محمد رضا کشفی |